# Fondation Simons
La Fondation Simons (en anglais Simons Foundation) est une fondation privée de droit américain, crée en 1994 par Marilyn et James Harris Simons avec son siège à New York City. La fondation finance des recherches en mathématiques et sciences fondamentales.

## Financements
La fondation accorde des financements « dans quatre domaines : mathématiques et sciences physiques ; sciences de la vie ; recherche sur l'autisme ; éducation et sensibilisation. »,. La fondation distingue entre des financements à des personnes ou des groupes de personnes (Simons Investigators et Simons Collaborations), des recherches sur objectifs (Tageted grants) et il possède un propre institut de recherche, le Simons Institute for the Theory of Computing (en).
En 2016, la fondation a lancé le Flatiron Institute (en), une entité de recherche académique multidisciplinaire centrée sur le calcul.

## Périodiques
La fondation finance également deux publications en ligne indépendantes sur le plan éditorial : Quanta Magazine et Spectrum. Quanta décrit des développements en mathématiques, en physique théorique, en informatique théorique et en sciences fondamentales de la vie. Spectrum fournit des nouvelles et des analyses sur les progrès dans la recherche sur l'autisme.

## Programmes de recherche

### Simons Investigators
La fondation finance un programme de Simons Investigators qui « permet aux lauréats d'entreprendre des études à long terme sur des questions fondamentales ».
Les Simons Investigators sont nommés par des universités de plusieurs pays : États-Unis, Canada, Grande-Bretagne et Irlande. Les prix sont accordés dans les catégories : mathématiques, physique, astrophysique, informatique théorique, modélisation mathématique des systèmes vivants et math+X
Les lauréats reçoivent un financement de recherche de 100 000 par an pendant cinq ans
,. Les lauréats sont : 
2019
- Mathématiques : Bhargav Bhatt, Xiuxiong Chen, Nets Katz, Elchanan Mossel
- Physique : Rouven Essig, Sean Hartnoll, Gil Rafael, Neal Weiner, Cenke Xu
- Astrophysique : Daniel Kasen, Rachel Mandelbaum
- Informatique théorique : David Blei, Oded Regev, Brent Wateers
- Modélisation mathématique des systèmes vivants : Benjamin Machta, Caroline Uhler

2018
- Mathématiques : André Arroja Neves, Sylvia Serfaty, Akshay Venkatesh (* démission en 2019)
- Physique : Liang Fu, Kenneth Intriligator, Xiao-Liang Qi, Shinsei Ryu, David Tong
- Astrophysique : Yanbei Chen, Ue-Li Pen
- Informatique théorique : Constantínos Daskalákis, Ran Raz
- Modélisation mathématique des systèmes vivants : Claudia Clopath, Lucy Colwell, Eleni Katifori, Daniela Witten.

2017
- Mathématiques : Simon Brendle, Ludmil Katzarkov, Igor Rodnianski, Allan Sly
- Physique : Nigel Cooper, Steven Gubser (en), Shamit Kachru (en), Anders Sandvik , Eva Silverstein
- Astrophysique : Eve Ostriker, Wayne Hu
- Informatique théorique : Scott Aaronson, Boaz Barak, James R. Lee
- Modélisation mathématique des systèmes vivants : Arvind Murugan, David Schwab, Aryeh Warmflash, Daniel Weissman
- Math+X : Andrea Bertozzi, Amit Singer

2016
- Mathématiques : Vladimir Markovic, James McKernan, Bjorn Poonen
- Physique : Mina Aganagic, Andrea Alù (en), Andrei Beloborodov, B. Andrei Bernevig, Garnet Chan, Daniel Eisenstein (en), Anton Kapustin (en)
- Informatique théorique : Madhu Sudan, David Zuckerman (en)
- Modélisation mathématique des systèmes vivants : Surya Ganguli, Kirill Korolev , Madhav Mani , M. Lisa Manning (en)
- Math+X : Ingrid Daubechies

2015
- Mathématiques : |Ian Agol, Ben Green, Raphaël Rouquier , Christopher Skinner
- Physique : Jonathan Feng, Alexei Kitaev, Andrea Liu (en), Mark Van Raamsdonk, Ashvin Vishwanath (en), Anastasia Volovich , Matthieu Wyart

- Informatique théorique : Dan Boneh, Subhash Khot, Christopher Umans
- Modélisation mathématique des systèmes vivants : Michael Desai, Andrew Mugler, James O’Dwyer
- Math+X : Michael Weinstein

2014
- Mathématiques : Alex Eskin, Larry Guth, Richard Kenyon, Andreï Okounkov
- Physique : Patrick Hayden (en), Marc Kamionkowski (en), Leo Radzihovsky, Rachel Somerville (en), Anatoly Spitkovsky, Iain Stewart
- Informatique théorique : Moses Charikar, Shang-Hua Teng
- Modélisation mathématique des systèmes vivants : Paul François, Oskar Hallatschek, Pankaj Mehta, Olga Zhaxybayeva

2013
- Mathématiques : Ngô Bảo Châu, Maryam Mirzakhani, Kannan Soundararajan, Daniel Tătaru
- Physique : Victor Galitski (en), Randall Kamien, Joel Moore, Đàm Thanh Sơn (en), Senthil Todadri, Xi Yin
- Informatique théorique : Rajeev Alur, Piotr Indyk, Salil Vadhan

2012
- Mathématiques : Manjul Bhargava, Alice Guionnet, Christopher Hacon, Paul Seidel, Amit Singer, Terence Tao, Horng-Tzer Yau
- Physique : Igor Aleiner, Michael Brenner, Sharon Glotzer (en), Matthew Hastings, Chris Hirata , Charles Kane (en), Hirosi Ooguri, Frans Pretorius, Eliot Quataert (en)
- Informatique théorique : Sanjeev Arora, Shafi Goldwasser, Russell Impagliazzo, Jon Kleinberg , Daniel Spielman

### Simons Fellows
Les bourses du programme Simons Fellows permettent aux universitaires lauréats de rendre les congés sabbatiques de recherche plus productifs en les prolongeant d'un trimestre à une année universitaire complète.
Ils permettent ainsi de renforcer le côté recherche des congés sabbatiques par des facilités financières accrues. Une bourse de recherche Simons en mathématiques permet de remplacer jusqu'à 50 % (à concurrence de 100 000 $) du salaire du boursier pour l'année universitaire en cours. 
Les bourses sont accordées en mathématiques et en physique théorique. À titre d'illustration, 38 bourses ont été accordées en 2019 dans le domaine des mathématiques, parmi lesquelles :
Sergey Fomin, 
Joshua Greene, 
Victor Kac, 
Nets Katz, 
Sergiu Klainerman, 
Malabika Pramanik.

### Simons Collaborations
La fondation Simons finance des Simons Collaborations qui regroupent des scientifiques pour aborder des sujets scientifiquement importants dans lesquels un nouveau développement a créé un nouveau domaine à explorer dans un domaine précis. Parmi la vingtaine de projets , certains impliquent des chercheurs français : 
- Arithmetic Geometry, Number Theory, and Computation, qui regroupe des chercheurs d'universités américaines et britanniques.
- Homological Mirror Symmetry réunit un groupe de mathématiciens des Universités de Pennsylvanie, Berkeley, Columbia, Miami, IHES, SCGP, Harvard, Brandeis, MIT, Edimbourg.
- Localisation des ondes[14]. Ce projet, dirigé par Svitlana Mayboroda, professeur de mathématiques à l’Université du Minnesota et doté de 8 millions de dollars, réunit dix chercheurs, cinq mathématiciens et cinq informaticiens. L'École polytechnique est représentée, ainsi que d'autres chercheurs.
- Turbulence d'ondes[15]. Le consortium est dirigé par Jalal Shatah du Courant Institute de New York University assisté de Laure Saint-Raymond de l’École Normale Supérieure de Lyon et de Nicolas Mordant de l’Université Grenoble Alpes. Le projet implique également des chercheurs du CNRS, de l’École Normale Supérieure de Paris, de l’Université Paris-Diderot et de l’INRIA du côté français, ainsi que de l’Université de Princeton, du Michigan, du Massachusetts à Amherst et de l’Université de Turin[16].

## Simons Institute for the Theory of Computing
Le Simons Institute for the Theory of Computing est un institut créé en juillet 2012 grâce à une subvention de 60 millions de dollars de la Simons Foundation. L'institut est installé dans le « Calvin Lab », un bâtiment dédié sur le campus de l'Université de Berkeley. 
Les activités de base de l'Institut s'articulent autour de sujets précis ; un programme dure en général un semestre et il y a habituellement deux programmes simultanés chaque semestre. Un programme comprend habituellement de 60 à 70 participants permanents, et d'autres visiteurs de courte durée qui participent à des ateliers pendant le semestre. 
Les thèmes des programmes sont destinés à couvrir tous les domaines de l'informatique théorique, ainsi que ses liens avec d'autres disciplines scientifiques, avec une préférence pour des sujets originaux. Le Conseil scientifique consultatif de l'Institut, qui se réunit deux fois par an, sélection les propositions.

## Institut Flatiron
La mission de l'Institut Flatiron est de faire avancer la recherche scientifique par le biais de méthodes informatiques, y compris l'analyse de données, la théorie, la modélisation et la simulation.
L'institut est une division de recherche interne de la Simons Foundation. Il est composé d'un ensemble de scientifiques qui travaillent à l'utilisation d'outils informatiques modernes pour faire progresser la science, à la fois par l'analyse de vastes et riches ensembles de données et par les simulations des processus physiques. L'institut est composé de cinq centres : 
- Center for Computational Astrophysics
- Center for Computational Biology (dirigé par Michael Shelley)
- Center for Computational Mathematics
- Center for Computational Quantum Physics (dirigé par Antoine Georges)
- Scientific Computation Core

## White House BRAIN Initiative Alliance
Depuis décembre 2018, la fondation Simons Foundation figure dans la liste des membres de la White House BRAIN Initiative Alliance.
La collaboration de Simons a pour objectif de comprendre les processus internes sous-jacents à la connaissance.